# Анива (остров)
Анива (англ. Aniwa) — остров в архипелаге Новые Гебриды в Тихом океане. Принадлежит Республике Вануату. Административно входит в состав провинции Тафеа.

## Название
Название острова Анива имеет полинезийское происхождение и переводится как «место, где много кокосовых пальм».

## География
Остров Анива расположен в южной части архипелага Новые Гебриды в Тихом океане, между островом Танна, лежащим к северо-западу примерно в 30 км, и островом Эроманга, лежащим к юго-западу примерно в 43 км; к юго-востоку расположен остров Футуна. Ближайший материк, Австралия, расположен в 1100 км. Общая площадь суши Анива составляет около 8 км².
Геологически остров представляет собой поднятый атолл, сложенный из кораллового известняка и окружённый коралловым рифом. В южной части острова находится потухший вулкан.
Климат на острове Анива тропический. Среднегодовое количество осадков составляет около 1500 мм. Остров подвержен частым циклонам и землетрясениям.
Несмотря на то, что остров географически расположен в пределах Меланезии, его по культурным особенностям населения относят к Полинезии.

## История
Остров Анива, как и Футуна, был заселён полинезийцами с островов Тонга и Футуна (к западу от Самоа), который смешались с выходцами с соседнего острова Танна.
Остров был открыт 20 августа 1774 года английским путешественником Джеймсом Куком, который назвал его «островом Иммер».
В августе 1866 года на острове Анива высадился известный протестантский миссионер Джон Пэтон, который вместе со своей женой Мэгги основал на острове миссию. Религиозный деятель нашёл жителей Анивы очень похожими на жителей соседнего острова Танна:
«Было очевидно, что они такие же суеверные, такие же каннибальски жестокие и испорченные, с таким же варварским менталитетом и отсутствием альтруистических и гуманистических побуждений.»
Оригинальный текст (англ.)The same superstitions, the same cannibalistic cruelties and depravities, the same barbaric mentality, the same lack of altruistic or humanitarian impulses were in evidence.
Тем не менее Джон Пэтон продолжил свою миссионерскую деятельность, а на Аниве родилось шесть из десяти его детей (однако, четыре ребёнка умерло в младенчестве или в раннем детстве). Миссионер изучил местный язык, создал алфавит для него, обучал островитян письму и чтению. В 1899 году впервые на местном языке был напечатан Новый Завет.
В марте 1906 года Анива, как и другие острова Новых Гебрид, стали совместным владением Франции и Британии, то есть архипелаг получил статус англо-французского кондоминиума.
30 июня 1980 года Новые Гебриды получили независимость от Великобритании и Франции, и Анива стал территорией Республики Вануату.

## Население
В 2009 году численность населения острова составляла 341 человек. Главное поселение, деревня Исаваи, расположено на западном побережье Анивы.
Основное занятие местных жителей — сельское хозяйство. На острове действует аэропорт.
Местное население говорит на языке футуна-анива (западно-футунском), относящимся к футунским языкам (которые, в свою очередь, относятся к ядерно-полинезийским).